# Campionatul European de Atletism din 1994
A 16-a ediție a Campionatului European de Atletism s-a desfășurat între 7 august și 14 august 1994 pe Stadionul Olimpic la Helsinki, Finlanda. Aceasta a fost a doua oară când Helsinki a găzduit acest eveniment, prima ediție găzduită de acest oraș având loc în 1971. Au participat 1129 de sportivi din 43 de țări.

## Stadionul Olimpic
Probele au avut loc pe Stadionul Olimpic din Helsinki. Acesta a fost construit în anul 1938. A găzduit și Campionatul Mondial de Atletism din 1983.

## Rezultate
RM - record mondial; RE - record european; RC - record al competiției; RN - record național; PB - cea mai bună performanță a carierei

### Masculin
| Probă sportivă       | Aur                                                                    | Aur        | Argint                                                                               | Argint   | Bronz                                                            | Bronz    |
| 100 m                | Linford Christie (GBR)                                                 | 10,14      | Geir Moen (NOR)                                                                      | 10,20    | Aleksandr Porhomovski (RUS)                                      | 10,31    |
| 200 m                | Geir Moen (NOR)                                                        | 20,30      | Vladislav Dolohodin (UKR)                                                            | 20,47    | Patrick Stevens (BEL)                                            | 20,68    |
| 400 m                | Du'aine Ladejo (GBR)                                                   | 45,09      | Roger Black (GBR)                                                                    | 45,20    | Matthias Rusterholz (SUI)                                        | 45,96    |
| 800 m                | Andrea Benvenuti (ITA)                                                 | 1:46,12    | Vebjørn Rodal (NOR)                                                                  | 1:46,53  | Tomás de Teresa (ESP)                                            | 1:46,56  |
| 1500 m               | Fermín Cacho (ESP)                                                     | 3:35,27 RC | Isaac Viciosa (ESP)                                                                  | 3:36,01  | Branko Zorko (CRO)                                               | 3:36,88  |
| 5000 m               | Dieter Baumann (GER)                                                   | 13:36,93   | Robert Denmark (GBR)                                                                 | 13:37,50 | Abel Antón (ESP)                                                 | 13:38,04 |
| 10 000 m             | Abel Antón (ESP)                                                       | 28:06,03   | Vincent Rousseau (BEL)                                                               | 28:06,63 | Stéphane Franke (GER)                                            | 28:07,95 |
| Maraton              | Martín Fiz (ESP)                                                       | 2:10:31 RC | Diego Garcia (ESP)                                                                   | 2:10:46  | Alberto Juzdado (ESP)                                            | 2:11:18  |
| 110 m garduri        | Colin Jackson (GBR)                                                    | 13,08 RC   | Florian Schwarthoff (GER)                                                            | 13,16    | Tony Jarrett (GBR)                                               | 13,23    |
| 400 m garduri        | Oleh Tverdohlib (UKR)                                                  | 48,06 RN   | Sven Nylander (SWE)                                                                  | 48,22    | Stéphane Diagana (FRA)                                           | 48,23    |
| 3000 m obstacole     | Alessandro Lambruschini (ITA)                                          | 8:28,68    | Angelo Carosi (ITA)                                                                  | 8:29,81  | William Van Dijck (BEL)                                          | 8:30,93  |
| 20 km marș           | Mihail Șcennikov (RUS)                                                 | 1:18:45 RC | Yevgeniy Misyulya (BLR)                                                              | 1:19:22  | Valentí Massana (ESP)                                            | 1:20:33  |
| 50 km marș           | Valeri Spițân (RUS)                                                    | 3:41:07    | Thierry Toutain (FRA)                                                                | 3:43:52  | Giovanni Perricelli (ITA)                                        | 3:43:55  |
| Ștafetă 4×100 m      | Franța Hermann Lomba Eric Perrot Jean-Charles Trouabal Daniel Sangouma | 38,57      | Ucraina Serhii Osovâci Oleh Kramarenko Dmâtro Vaneaikin Vladislav Dolohodin          | 38,98    | Italia Ezio Madonia Domenico Nettis Giorgio Marras Sandro Floris | 38,99    |
| Ștafetă 4×400 m      | Regatul Unit David McKenzie Roger Black Brian Whittle Du'aine Ladejo   | 2:59,13    | Franța Pierre-Marie Hilaire Jacques Farraudiére Jean-Louis Rapnouil Stéphane Diagana | 3:01,11  | Rusia Mihail Vdovin Dmitri Bei Dmitri Kosov Dmitri Golovastov    | 3:03,10  |
| Săritura în înălțime | Steinar Hoen (NOR)                                                     | 2,35 RC    | Artur Partyka (POL) · Steve Smith (GBR)                                              | 2,33     |                                                                  |          |
| Săritura în lungime  | Ivailo Mladenov (BUL)                                                  | 8,09       | Milan Gombala (CZE)                                                                  | 8,04     | Konstantinos Koukodimos (GRE)                                    | 8,01     |
| Săritura cu prăjina  | Radion Gataullin (RUS)                                                 | 6,00 RC    | Igor Trandenkov (RUS)                                                                | 5,90     | Jean Galfione (FRA)                                              | 5,85     |
| Triplusalt           | Denis Kapustin (RUS)                                                   | 17,62      | Serge Hélan (FRA)                                                                    | 17,55    | Māris Bružiks (LAT)                                              | 17,20    |
| Aruncarea greutății  | Aleksandr Klimenko (UKR)                                               | 20,78      | Oleksandr Bagaci (UKR)                                                               | 20,34    | Roman Virastiuk (UKR)                                            | 19,59    |
| Aruncarea discului   | Vladimir Dubrovșcik (BLR)                                              | 64,78      | Dmitri Șevcenko (RUS)                                                                | 64,56    | Jürgen Schult (GER)                                              | 64,18    |
| Aruncarea suliței    | Steve Backley (GBR)                                                    | 85,20      | Seppo Räty (FIN)                                                                     | 82,90    | Jan Železný (CZE)                                                | 82,58    |
| Aruncarea ciocanului | Vasili Sidorenko (RUS)                                                 | 81,10      | Ihar Astapkovici (BLR)                                                               | 80,40    | Heinz Weis (GER)                                                 | 78,48    |
| Decatlon             | Alain Blondel (FRA)                                                    | 8453       | Henrik Dagård (SWE)                                                                  | 8362     | Lev Lobodin (UKR)                                                | 8201     |

### Feminin
| Probă sportivă       | Aur                                                                   | Aur      | Argint                                                                        | Argint   | Bronz                                                                       | Bronz    |
| 100 m                | Irina Privalova (RUS)                                                 | 11,02    | Janna Pintusevici (UKR)                                                       | 11,10    | Melanie Paschke (GER)                                                       | 11,28    |
| 200 m                | Irina Privalova (RUS)                                                 | 22,32    | Janna Pintusevici (UKR)                                                       | 22,77    | Galina Malciughina (RUS)                                                    | 22,90    |
| 400 m                | Marie-José Pérec (FRA)                                                | 50,33    | Svetlana Goncearenko (RUS)                                                    | 51,24    | Phylis Smith (GBR)                                                          | 51,30    |
| 800 m                | Liubov Gurina (RUS)                                                   | 1:58,55  | Natalia Duhnova (BLR)                                                         | 1:58,55  | Liudmila Rogaciova (RUS)                                                    | 1:58,69  |
| 1500 m               | Liudmila Rogaciova (RUS)                                              | 4:18,93  | Kelly Holmes (GBR)                                                            | 4:19,30  | Ekaterina Podkopaeva (RUS)                                                  | 4:19,37  |
| 3000 m               | Sonia O'Sullivan (IRL)                                                | 8:31,84  | Yvonne Murray (GBR)                                                           | 8:36,48  | Gabriela Szabo (ROM)                                                        | 8:40,08  |
| 10 000 m             | Fernanda Ribeiro (POR)                                                | 31:08,75 | Conceição Ferreira (POR)                                                      | 31:32,82 | Daria Nauer (SUI)                                                           | 31:35,96 |
| Maraton              | Manuela Machado (POR)                                                 | 2: 29:54 | Maria Curatolo (ITA)                                                          | 2: 30:33 | Adriana Barbu (ROM)                                                         | 2: 30:55 |
| 100 m garduri        | Svetla Dimitrova (BUL)                                                | 12,72    | Iulia Graudân (RUS)                                                           | 12,93    | Iordanka Donkova (BUL)                                                      | 12,93    |
| 400 m garduri        | Sally Gunnell (GBR)                                                   | 53,33    | Silvia Rieger (GER)                                                           | 54,68    | Anna Knoroz (RUS)                                                           | 54,68    |
| 10 km marș           | Sari Essayah (FIN)                                                    | 42:37    | Annarita Sidoti (ITA)                                                         | 42:43    | Elena Nikolaeva (RUS)                                                       | 42:43    |
| Ștafetă 4×100 m      | Germania Melanie Paschke Silke Knoll Bettina Zipp Silke Lichtenhagen  | 42,90    | Rusia Natalia Anisimova Marina Trandenkova Galina Malciughina Irina Privalova | 42,96    | Bulgaria Desislava Dimitrova Svetla Dimitrova Anelia Nuneva Petia Pendareva | 43,00    |
| Ștafetă 4×400 m      | Franța Francine Landre Évelyne Élien Viviane Dorsile Marie-José Pérec | 3:22,34  | Rusia Natalia Hrușceleva Elena Andreeva Tatiana Zaharova Svetlana Goncearenko | 3:24,06  | Germania Karin Janke Heike Meißner Uta Rohländer Anja Rücker                | 3:24,10  |
| Săritura în înălțime | Britta Bilač (SLO)                                                    | 2,00     | Elena Guleaeva (RUS)                                                          | 1,96     | Nelė Žilinskienė (LTU)                                                      | 1,93     |
| Săritura în lungime  | Heike Drechsler (GER)                                                 | 7,14     | Inesa Kraveț (UKR)                                                            | 6,99     | Fiona May (ITA)                                                             | 6,90     |
| Triplusalt           | Anna Biriukova (RUS)                                                  | 14,89    | Inna Lasovskaia (RUS)                                                         | 14,85    | Inesa Kraveț (UKR)                                                          | 14,67    |
| Aruncarea greutății  | Vita Pavlâș (UKR)                                                     | 19,61    | Astrid Kumbernuss (GER)                                                       | 19,49    | Svetla Mitkova (BUL)                                                        | 19,45    |
| Aruncarea discului   | Ilke Wyludda (GER)                                                    | 68,72    | Elina Zverava (BLR)                                                           | 64,46    | Mette Bergmann (NOR)                                                        | 64,34    |
| Aruncarea suliței    | Trine Hattestad (NOR)                                                 | 68,00    | Karen Forkel (GER)                                                            | 66,10    | Felicia Țilea (ROM)                                                         | 64,34    |
| Heptatlon            | Sabine Braun (GER)                                                    | 6419     | Rita Ináncsi (HUN)                                                            | 6404     | Urszula Włodarczyk (POL)                                                    | 6322     |

## Clasament pe medalii
| Loc   | Țară         | Aur | Argint | Bronz | Total |
| ----- | ------------ | --- | ------ | ----- | ----- |
| 1     | Rusia        | 10  | 8      | 7     | 25    |
| 2     | Regatul Unit | 6   | 5      | 2     | 13    |
| 3     | Germania     | 5   | 4      | 5     | 14    |
| 4     | Franța       | 4   | 3      | 2     | 9     |
| 5     | Ucraina      | 3   | 6      | 3     | 12    |
| 6     | Spania       | 3   | 2      | 4     | 9     |
| 7     | Norvegia     | 3   | 2      | 1     | 6     |
| 8     | Italia       | 2   | 3      | 3     | 8     |
| 9     | Portugalia   | 2   | 1      | 0     | 3     |
| 10    | Bulgaria     | 2   | 0      | 3     | 5     |
| 11    | Belarus      | 1   | 4      | 0     | 5     |
| 12    | Finlanda     | 1   | 1      | 0     | 2     |
| 13    | Irlanda      | 1   | 0      | 0     | 1     |
| 13    | Slovenia     | 1   | 0      | 0     | 1     |
| 15    | Suedia       | 0   | 2      | 0     | 2     |
| 16    | Belgia       | 0   | 1      | 2     | 3     |
| 17    | Cehia        | 0   | 1      | 1     | 2     |
| 17    | Polonia      | 0   | 1      | 1     | 2     |
| 19    | Ungaria      | 0   | 1      | 0     | 1     |
| 20    | România      | 0   | 0      | 3     | 3     |
| 21    | Elveția      | 0   | 0      | 2     | 2     |
| 22    | Croația      | 0   | 0      | 1     | 1     |
| 22    | Grecia       | 0   | 0      | 1     | 1     |
| 22    | Letonia      | 0   | 0      | 1     | 1     |
| 22    | Lituania     | 0   | 0      | 1     | 1     |
| Total | Total        | 44  | 45     | 43    | 132   |

## Participarea României la campionat
22 de atleți au reprezentat România.
- Gabriela Szabo – 3000 m - locul 3
- Adriana Barbu – maraton - locul 3
- Felicia Țilea – suliță - locul 3
- Bogdan Tudor – lungime - locul 4
- Nicoleta Grasu – disc – locul 4
- Cristina Misaroș – 3000 m - locul 9 – 10 000 m - locul 5
- Daniel Cojocaru – 100 m - locul 5 – 100 m - NT
- Anuța Cătună – maraton - locul 5
- Rodica Petrescu – triplusalt - locul 5
- George Boroi – 110 m garduri - locul 8
- Costel Grasu – disc – locul 8
- Lidia Slăvuțeanu – maraton - locul 10
- Claudia Isăilă – suliță - locul 11
- Iulia Negură – 10 000 m - locul 13
- Bogdan Țăruș – lungime - locul 15
- Ionela Târlea – 400 m garduri - locul 17
- Monica Iagăr – înălțime - locul 19
- Sorin Matei – înălțime - locul 20
- Violeta Szekely – 1500 m - locul 24
- Cristina Pomacu – maraton - locul 24
- Erica Niculae – 100 m garduri - locul 24
- Norica Câmpean – 10 km marș - DS

## Participarea Republicii Moldova la campionat
Cinci atleți au reprezentat Republica Moldova.
- Vadim Zadoinov – 400 m garduri - locul 7
- Veaceslav Fedciuc – 20 km marș - locul 14
- Olga Bolșova – înălțime - locul 15
- Inna Gliznuța – înălțime - locul 17
- Iana Burtasencova – 200 m - locul 30